# Ostfriesische Rose

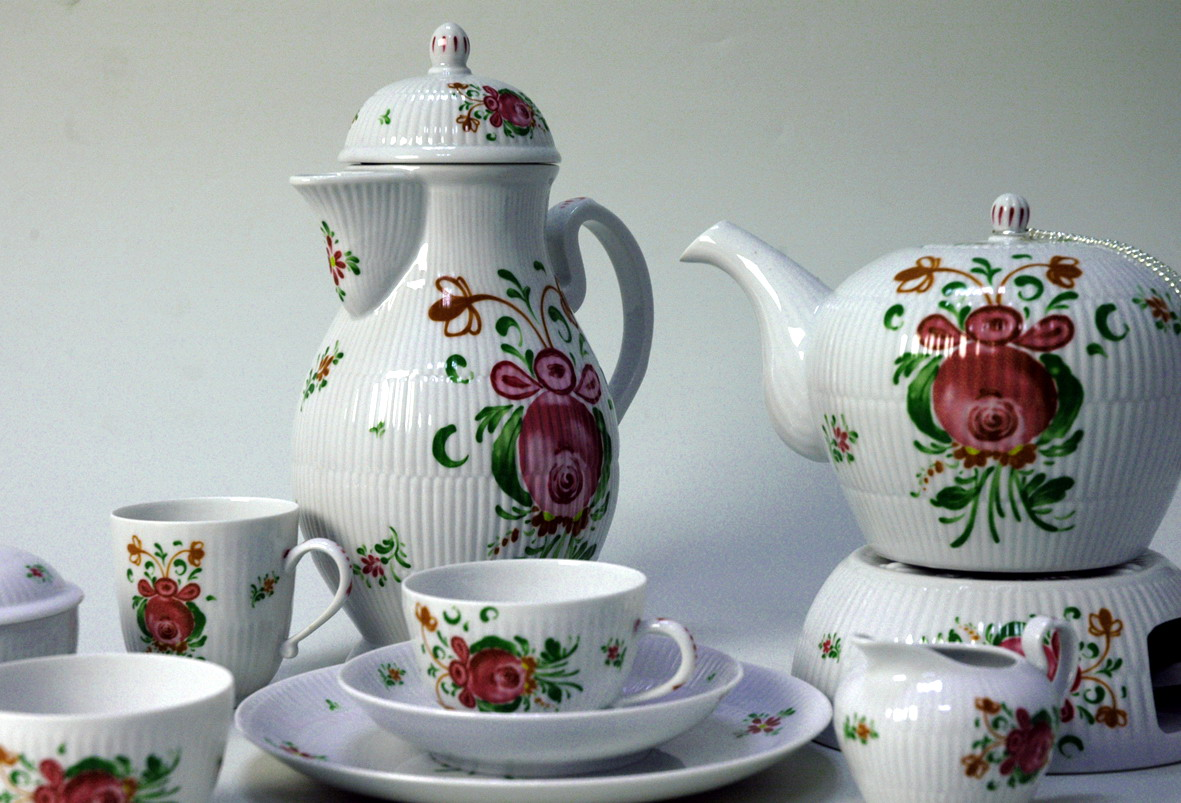
Service „Ostfriesische Rose“ der Firma Wallendorfer Porzellan

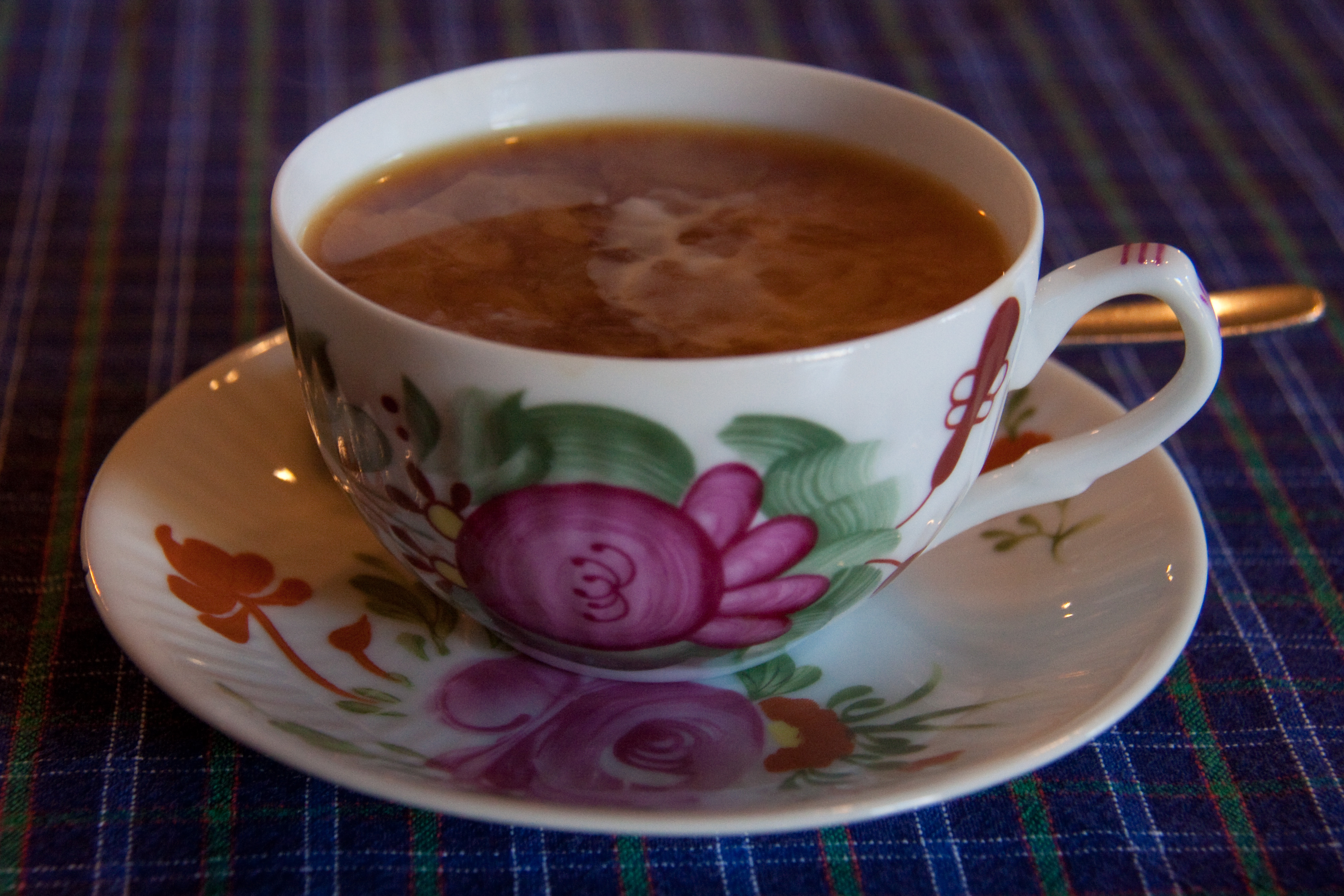
Ostfriesischer Tee in einer Tasse mit Rosen-Dekor

Bei der ostfriesischen Rose handelt es sich um eine eher abstrakt gemalte Rose, die das Porzellan des typisch ostfriesischen Teegeschirrs dekoriert. Erstmals soll dieses Muster in den Hochkarpaten aufgetaucht sein. Dieses Muster wurde dann von dem aus Thüringen stammenden Unternehmen Wallendorfer Porzellan als Vorlage zur Dekorierung des Teegeschirrs verwendet. 

## Geschichte
Gegen Ende des 18. Jahrhunderts verbreiteten wahrscheinlich Händler aus Thüringen das erste Mal die Produkte des Unternehmens Wallendorf in Ostfriesland. Das Teegeschirr aus Porzellan müssen die Ostfriesen als eine gelungene Ergänzung ihrer Teekultur empfunden haben, die sich bereits in der ersten Hälfte des 18. Jahrhunderts fest in der Region verankert hatte. Schließlich führte die Vorliebe für dieses Geschirr dazu, dass dieses Dekor in der zweiten Hälfte des 19. Jahrhunderts die Bezeichnung „Ostfriesische Rose“ erhielt. Bis zu dieser Zeit und auch danach wurde die Darstellung der Rose mehrfach modifiziert. Eine dieser Varianten wurde von dem Unternehmen August Warnecke bis 1999 in großer Auflage vertrieben.